# Championnat de Guinée de football 2011-2012
Navigation
Saison précédente Saison suivante
La saison 2011-2012 du Championnat de Guinée de football est la 46e édition du championnat de première division guinéenne. Il se déroule sous la forme d’une poule unique avec douze formations, qui s’affrontent à deux reprises. En fin de saison, les trois derniers du classement sont relégués et remplacés par les trois meilleurs clubs de Ligue 2, la deuxième division guinéenne.
C'est le club de Horoya AC, tenant du titre, qui remporte à nouveau le championnat cette saison, après avoir terminé en tête du classement final, avec deux points d'avance sur l'Atlético de Coléah et dix sur Fello Star. C'est le onzième titre de champion de Guinée de l'histoire du club.

## Les clubs participants
- Horoya AC
- ASFAG Conakry
- Atlético de Coléah
- AS Kaloum Star - Promu de D2
- Hafia FC
- Satellite FC - Promu de D2
- AS Ashanti GB
- Fello Star
- AS Batè Nafadji
- Espoir de Labé
- AS Baraka Djoma
- Santoba FC - Promu de D2

## Compétition

### Classement
| Rang | Équipe             | Pts | J  | G  | N  | P  | Bp | Bc | Diff |
| ---- | ------------------ | --- | -- | -- | -- | -- | -- | -- | ---- |
| 1    | Horoya ACT         | 47  | 22 | 13 | 8  | 1  | 32 | 9  | +23  |
| 2    | Atlético de Coléah | 45  | 22 | 13 | 6  | 3  | 24 | 7  | +17  |
| 3    | Fello Star         | 37  | 22 | 9  | 10 | 3  | 24 | 16 | +8   |
| 4    | AS Kaloum StarP    | 33  | 22 | 9  | 6  | 7  | 16 | 17 | -1   |
| 5    | AS Ashanti GB      | 32  | 22 | 10 | 2  | 10 | 27 | 23 | +4   |
| 6    | Santoba FCP        | 32  | 22 | 9  | 5  | 8  | 16 | 12 | +4   |
| 7    | Satellite FCP      | 29  | 22 | 8  | 5  | 9  | 20 | 22 | -2   |
| 8    | AS Batè Nafadji    | 27  | 22 | 7  | 6  | 9  | 17 | 21 | -4   |
| 9    | Hafia FC           | 25  | 22 | 6  | 7  | 9  | 15 | 17 | -2   |
| 10   | ASFAG Conakry      | 22  | 22 | 5  | 7  | 10 | 10 | 18 | -8   |
| 11   | Espoir de Labé     | 20  | 22 | 5  | 5  | 12 | 14 | 23 | -9   |
| 12   | AS Baraka Djoma    | 13  | 22 | 4  | 1  | 17 | 11 | 42 | -31  |

|  | Qualification pour la Ligue des champions de la CAF 2013                          |
|  | Qualification pour la Coupe de la confédération 2013                              |
|  | Relégation directe en deuxième division                                           |
|  | T : Tenant du titre C : Vainqueur de la Coupe de Guinée P : Club promu de Ligue 2 |

## Bilan de la saison
| Championnat de Guinée de football 2011-2012 |                            |
| Champion                                    | Horoya AC (11e titre)      |
| Coupes et trophées                          |                            |
| Vainqueur de la Coupe de Guinée 2011-2012   | FC Séquence de Dixinn (D2) |
| Qualifications continentales                |                            |
| Ligue des champions de la CAF 2013          | Horoya AC                  |
| Coupe de la confédération 2013              | FC Séquence de Dixinn      |
| Promotions et relégations                   |                            |
| Promus en Ligue 1                           | FC Séquence de Dixinn      |
| Promus en Ligue 1                           | CI Kamsar                  |
| Promus en Ligue 1                           | Tabounsou FC               |
| Relégués en Ligue 2                         | ASFAG Conakry              |
| Relégués en Ligue 2                         | Espoir de Labé             |
| Relégués en Ligue 2                         | AS Baraka Djoma            |